# Parijs-Tours 1981
De Grote Herfstprijs 1981 ofwel, de 75ste editie van Parijs-Tours werd verreden op zondag 11 oktober 1981. De wedstrijd had een lengte van 228 kilometer, startte in Blois en eindigde in Chaville.
De Nederlander Jan Raas won de massasprint
Deze wedstrijd was de onderdeel van de Super Prestige Pernod.

## Uitslag
| Plaats  | Naam                     | Ploeg                         | Tijd     |
| ------- | ------------------------ | ----------------------------- | -------- |
| Winnaar | Jan Raas                 | TI-Raleigh                    | 5u41'42" |
| 2       | Ferdi Van Den Haute      | La Redoute-Motobecane         | z.t.     |
| 3       | Luc Colyn                | DAF Trucks-Cote d'Or-Gazelle  | z.t.     |
| 4       | Gianbattista Baronchelli | Bianchi-Piaggio               | z.t.     |
| 5       | Ronny Claes              | Capri Sonne-Campagnolo-Merckx | z.t.     |
| 6       | Patrick Bonnet           | Renault-Elf-Gitane            | z.t.     |
| 7       | Theo de Rooij            | Capri Sonne-Campagnolo-Merckx | z.t.     |
| 8       | Hennie Kuiper            | DAF Trucks-Cote d'Or-Gazelle  | z.t.     |
| 9       | Flip Vandeghinste        | Eurobouw                      | z.t.     |
| 10      | Rudy Pevenage            | Capri Sonne-Campagnolo-Merckx | z.t.     |

1896 · 
1897 · 
1898 · 
1899 · 
1900 · 
1901 · 
1902 · 
1903 · 
1904 · 
1905 · 
1906 · 
1907 · 
1908 · 
1909 · 
1910 · 
1911 · 
1912 · 
1913 · 
1914 · 
1915 · 
1916 · 
1917 · 
1918 · 
1919 · 
1920 · 
1921 · 
1922 · 
1923 · 
1924 · 
1925 · 
1926 · 
1927 · 
1928 · 
1929 · 
1930 · 
1931 · 
1932 · 
1933 · 
1934 · 
1935 · 
1936 · 
1937 · 
1938 · 
1939 · 
1940 · 
1941 · 
1942 · 
1943 · 
1944 · 
1945 · 
1946 · 
1947 · 
1948 · 
1949 · 
1950 · 
1951 · 
1952 · 
1953 · 
1954 · 
1955 · 
1956 · 
1957 · 
1958 · 
1959 · 
1960 · 
1961 · 
1962 · 
1963 · 
1964 · 
1965 · 
1966 · 
1967 · 
1968 · 
1969 · 
1970 · 
1971 · 
1972 · 
1973 · 
1974 · 
1975 · 
1976 · 
1977 · 
1978 · 
1979 · 
1980 · 
1981 · 
1982 · 
1983 · 
1984 · 
1985 · 
1986 · 
1987 · 
1988 · 
1989 · 
1990 · 
1991 · 
1992 · 
1993 · 
1994 · 
1995 · 
1996 · 
1997 · 
1998 · 
1999 · 
2000 · 
2001 · 
2002 · 
2003 · 
2004 · 
2005 · 
2006 · 
2007 · 
2008 · 
2009 · 
2010 · 
2011 · 
2012 · 
2013 · 
2014 · 
2015 · 
2016 · 
2017 · 
2018 · 
2019 ·
2020 ·
2021 ·
2022 ·
2023 ·
2024 ·
2025